# Lindhammarsmyr
Lindhammarsmyr är en myr och ett naturreservat och Natura 2000-område i Buttle och Vänge socknar på Gotland.
Lindhammarsmyr är med en yta av 110 hektar Gotlands näst största opåverkade myr. På myren häckar tranor och den speciella underarten av snok, gotlandssnok, förekommer här. Lundstarr är vanlig i de kringliggande skogarna, vilket gynnar den fridlysta dårgräsfjärilen. Vegetationen domineras annars av bunkestarr, trådstarr och ag. Ute i myren är vass framträdande. Höstspira växer bland agen och mellan starrtuvorna förekommer vattenklöver, dybläddra och vattenbläddra. I myrens kanter dominerar pors med förekomst av blåtåtel, hirsstarr, smalfräken, älggräs, blodrot, ängsstarr, ängsull och gräsull. I myrens södra delar har rikkärr bildats, och här finns gott om axag. I myrens utkanter förekommer trädvegetation, där nålstarr och loppstarr förekommer. I den sydvästra delen kan man även hitta slåtterblomma, majviva, tätört, kärrlilja, blodnycklar, sumpnycklar, brudsporre samt rikligt med kärrfräken.
I rikkärren sydost om en myrens utlöpare mot nordost finns samma orkidéer som i myren samt flugblomster. Hos sumpnycklarna förekommer en sällsynt vitblommig form. I nordost finns även ett område med plana kalkhällar, och i fuktiga hällkar förekommer spikblad, lökgamander, rödklint och alvargräslök. I naturreservatets nordöstligaste del finns gravfältet Disrojr, där svartoxbär, murruta och kalksvartbräken förekommer.